# Růžena Čechová
Růžena Čechová (7. října 1861 Vraný u Slaného – 5. července 1921 Troja) byla česká prozaička a básnířka, nejmladší sestra Svatopluka Čecha.

## Život
Vystudovala učitelský ústav a od roku 1881 působila jako literární učitelka v Praze. Poté, co na začátku 20. století odešla do výslužby, začala se věnovat spisovatelské činnosti. Těžiště její tvorby je v prózách pro mládež, které psala s pedagogickým záměrem a s cílem ukázat, že i chudé může ke štěstí přivést pocitovost, skromnost a pracovitost. Vydávala je především časopisecky (přispívala do časopisů Dětský koutek, Dětský máj, Malý čtenář a do dalších). Ve svých dílech pro dospělé se snažila napodobit Růženu Svobodovou a zachytit citový život žen. Její příběhy jsou však falešně estetizované a vyznačují se sentimentálností a naivně romantickou fabulí ve stylu dobového pokleslého impresionismu a tzv. salónní literatury.
Zemřela roku 1921 a byla pohřbena na Vinohradském hřbitově.

## Dílo
- Děti chudého krále (1906), povídka pro mládež,
- V zahradě mládí (1907), povídky pro mládež,
- V paprscích touhy (1907), povídky,
- Vlnami života (1909), povídky,
- Úsměvy (1911), povídky,
- Před bouří (1917), novela, časopisecky,
- Jejich ikony (1919), povídky.